# Caloptilia auspex
Caloptilia auspex là một loài bướm đêm thuộc họ Gracillariidae. Nó được tìm thấy ở Ấn Độ (Tamil Nadu).